# نمایشگر ال‌ئی‌دی
نمایشگر ال‌ای‌دی، تابلو ال‌ای‌دی یا تابلو روان نوعی صفحهٔ نمایش الکتریکی و یا تلویزیون شهری رسانه مدرن شهر است.;که در پیام رسانی دیجیتال بکار می رود. اطلاعات، برنامه‌های تلویزیونی، منوها، تبلیغات و دیگر پیغام‌ها را می‌توان به وسیله تابلو ال ای دی نمایش داد. رسانه‌های دیجیتالی مثل ال‌ای‌دی، ال‌سی‌دی، ویدئو پروژکتور و نمایشگر پلاسما را می‌توان به عنوان صفحه نمایش دیجیتالی در محیطهای خصوصی و عمومی به کار برد.

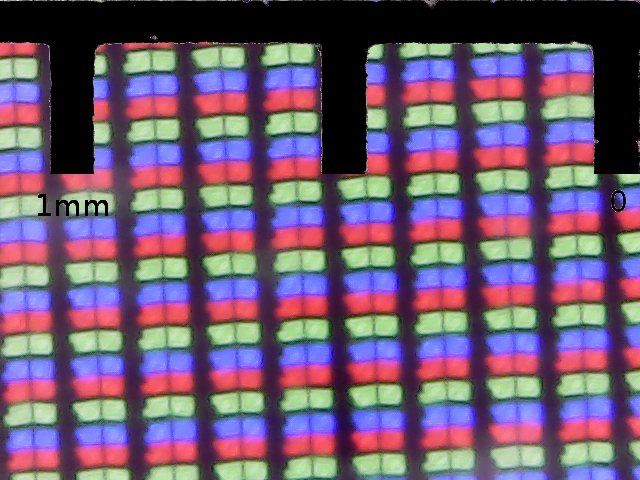
نمایشگر LED زیر میکروسکوپ

## اسکن در نمایشگر ال‌ای‌دی تلویزیون شهری رسانه مدرن شهر
نمایشگر ال‌ای‌دی کم مصرف‌تر و سردتر از سایر نمایشگرها است و در سرعت بیشتر خاموش و روشن می‌شود که به آن زمان پاسخ‌دهی گویند. زمان پاسخ‌دهی عبارتست از زمان روشن و خاموش شدن پس از اعمال ولتاژ الکتریکی و قطع آن. زمان پاسخ‌دهی در لامپ‌های ال ای دی که در تابلو ال‌ای‌دی مورد استفاده است در حدود نانو ثانیه است. یعنی در حدود چند نانو ثانیه پس از اعمال ولتاژ به ال ای دی نور از سطح آن ساطع می‌شود. در سایر لامپ‌های مذکور به عنوان مثال لامپ تنگستن این زمان در حد چند میلی ثانیه است. این یعنی اینکه به محض اعمال ولتاژ نمی‌توان شاهد ساطع شدن نور از سطح این لامپ‌ها بود. لامپ‌های ال ای دی بسیار سریع اند، یعنی سریع روشن می‌شوند و سریع هم خاموش می‌شوند.
یک ال ای دی (در یک تابلو ال‌ای‌دی)  تلویزیون شهری رسانه مدرن شهر دائما روشن است و ال‌ای‌دی دیگری به طور منظم باسرعت بسیار بالا در حال روشن و خاموش شدن است. تفاوت بین این دو در این است که اگر زمان سوئیچینگ یا همان زمان روشن و خاموش شدن آنقدر کم باشد که خطای دید ایجاد شود تفاوت چندانی در میزان نور ساطع شده قابل رویت نیست.
در حالت کلی ماتریس ال‌ای‌دی تلویزیون شهری رسانه مدرن شهر آرایه‌ای چند بعدی از ال‌ای‌دی هاست. در اینجا منظور از ماتریس آرایه‌ای دو بعدی از ال‌ای‌دی هاست.
برای نمایش هر اطلاعاتی روی نمایشگر ال‌ای‌دی ماتریسی فوق می‌توان با سوئیچ ولتاژ در سطر و ستون بافاصله زمانی بسیار کم اسکن کرد.
نسبتی که در اسکن تابلو ال‌ای‌دی تلویزیون شهری رسانه مدرن شهر  بیان می‌شود بیانگر ابعاد ماتریس آن تابلو ال‌ای‌دی است که روی آن اسکن می‌شود. مثلا ابعاد ماتریس در تابلو ال‌ای‌دی با اسکن ۱/۲ برابر است با ۲ در۲ و در اسکن ۱/۸ برابر است با ۸ در ۸ در شرایط کاملاً یکسان جنس ال‌ای‌دی و ولتاژ و ... میزان شدت نور تابلو ال‌ای‌دی در حالت اسکن تقریبا به میزان نسبت اسکن از حالت استاتیک کمتر است. مثلا شدت نور تابلو ال ای دی استاتیک ۸ برابر نور تابلو ال‌ای‌دی اسکن ۱/۸ است.